# Рудолф Кристиан от Източна Фризия
Рудолф Кристиан от Източна Фризия (на немски: Rudolf Christian von Ostfriesland; Adolf Christian von Ostfriesland; * 25 юни 1602 в Хаге; † 17 юни 1628 в замък Берум в Хаге) от фамилията Кирксена е граф на графство Източна Фризия (1625 – 1628).
Той е син на граф Ено III от Източна Фризия (1563 – 1625) и втората му съпруга херцогиня Анна фон Холщайн-Готорп (* 27 февруари 1575; † 24 април 1625), дъщеря на херцог Адолф I фон Шлезвиг-Холщайн-Готорп (1526 – 1586) и ландграфиня Христина фон Хесен (1543 – 1604).
През Тридесетгодишната война Рудолф Кристиан е ранен в лявото око при конфликт с един лейтенант на императорския генерал Галас, който е на квартира в замък Берум. Рудолф Кристиан умира внезапно на 26 години на 17 юни 1628 г. в замък Берум в Хаге, и е погребан в църквата Св. Ламберти в Аурих. По това време той е сгоден за една принцеса от Брауншвайг.
Наследен е от по-малкия му брат Улрих II.